# Farhat Bengdara
Farhat Omar Bengdara (arabisch فرحاتعمربنقداره) (* 27. September 1965 in Bengasi) ist ein libyscher Politiker und Banker und derzeit Gouverneur der Zentralbank von Libyen (CBL).
Bengdara hat einen B.A. in der Volkswirtschaft an der Garyounis Universität in Bengasi und einen Master in Geld, Bankwesen und Finanzen an der University of Sheffield in Sheffield. Von 1998 bis 2000 war er Mitglied des Management Committee der Wahda Bank. Von 200 bis 2006 war er als Vizegouverneur der Libyschen Zentralbank tätig.
Bengdara ist seit 2001 ein Direktor der Arab Banking Corporation (ABC). Er hat 18 Jahre Erfahrung im Bankwesen und weiteren Geschäftsfeldern. Zudem ist er Stellvertretender Vorsitzender der ABC in Ägypten und Vorsitzender von der ABC-internationale Bank plc in London. Er ist auch Vorstandsmitglied der Libyan Investment Authority, des libyschen Staatsfonds. Seit 2009 war er Vorstandsmitglied der UniCredit SpA
Im Februar 2011 floh Bengara von Libyen nach Istanbul. Im März 2011 belegte die EU die Libyschen Zentralbank mit Sanktionen, worauf Bengara versuchte die Handlungsfähigkeit der Libyschen Zentralbank zu erhalten. Im September 2011 bot er zusammen mit weiteren libyschen Bankern den Rebellen in Libyen Hilfe an, um den Bankensektor wieder Instand zu setzen.
Die Regierung mit Sitz in Tripolis gab am 13. Juli 2022 die Ernennung eines neuen Chefs an der Spitze der National Petroleum Company (NOC) bekannt, und es ist Farhat Bengdara, der an der Spitze des Unternehmens stehen wird.